# Мале Боброво
Мале Боброво (рос. Малое Боброво) — село у Дмитровському районі Орловської області Російської Федерації.
Населення становить 155 осіб. Входить до муніципального утворення Малобобровське сільське поселення.

## Історія
Населений пункт розташований у межах Чорнозем'я та історичного Дикого Поля. 30 липня 1928 року у складі Орловського округу Центрально-Чорноземної області, 13 червня 1934 року після ліквідації Центрально-Чорноземної області населений пункт увійшов до складу новоствореної Курської області.
З 27 вересня 1937 року район у складі новоствореної Орловської області.
Від 2013 року входить до муніципального утворення Малобобровське сільське поселення.

## Населення
| 1853 | 1866 | 1877  | 1897  | 1926  | 1979 | 2002 |
| ---- | ---- | ----- | ----- | ----- | ---- | ---- |
| 906  | ↗959 | ↗1005 | ↗1425 | ↘1032 | ↘205 | ↘177 |
| 2010 |      |       |       |       |      |      |
| ↘155 |      |       |       |       |      |      |